# Oleksàndrivsk
Oleksàndrivsk (en ucraïnès: Олекса́ндрівськ [olekˈsɑnd⁽ʲ⁾r⁽ʲ⁾iu̯sʲk], en rus: Александровск, Aleksàndrovsk) és una petita ciutat del municipi de l'óblast de Luhansk a Ucraïna, actualment ocupada per la República Popular de Luhansk de la Rússia. El 2021 tenia 6.427 habitants.

## Demografia
Llengua nativa segons el cens d'Ucraïna de 2001:
- Rus 56,65%
- Ucraïnès 41,73%
- Armeni 1,46%
- Belarús 0,09%

## Galeria

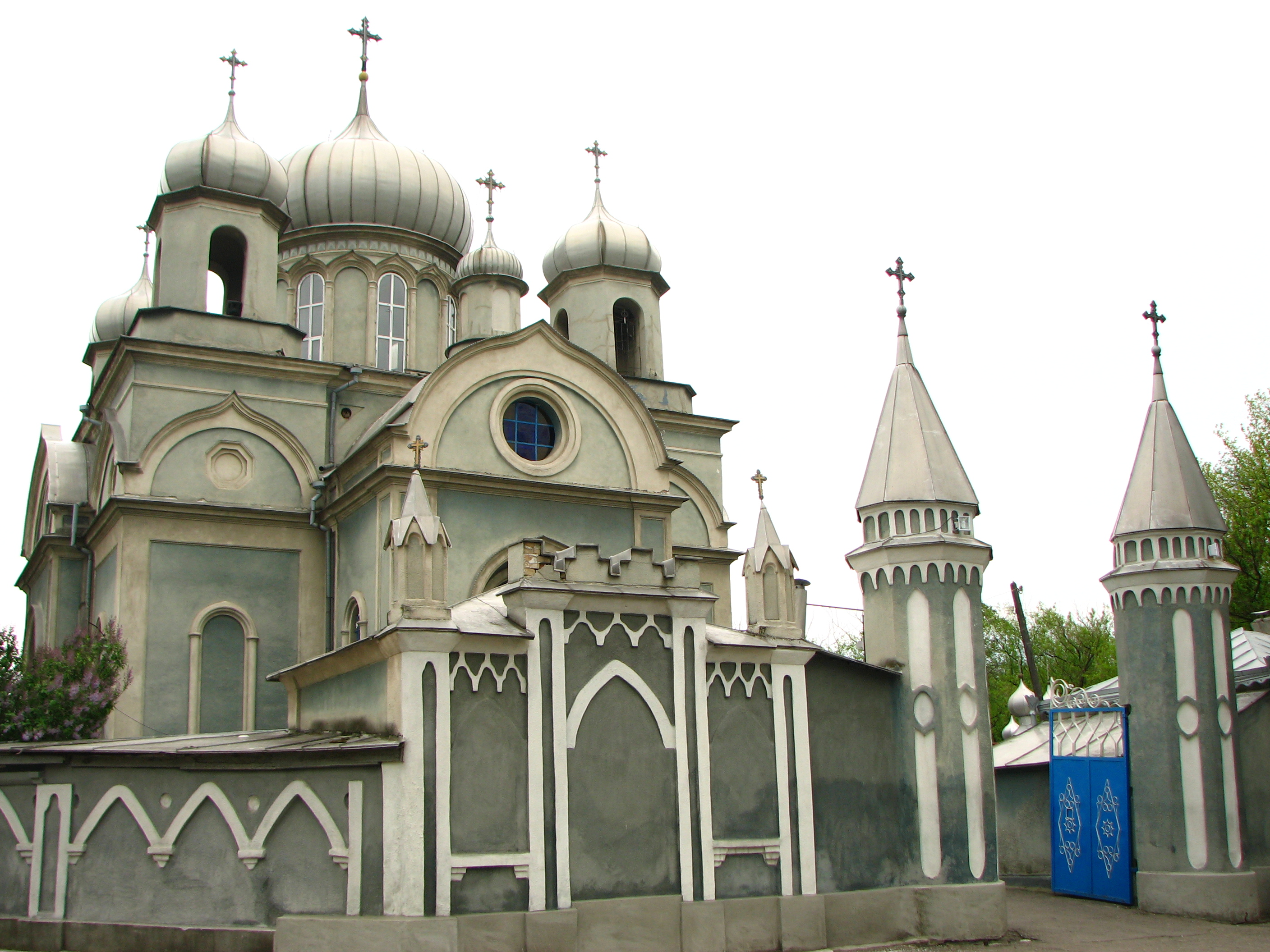
Església d'Oleksàndrivsk
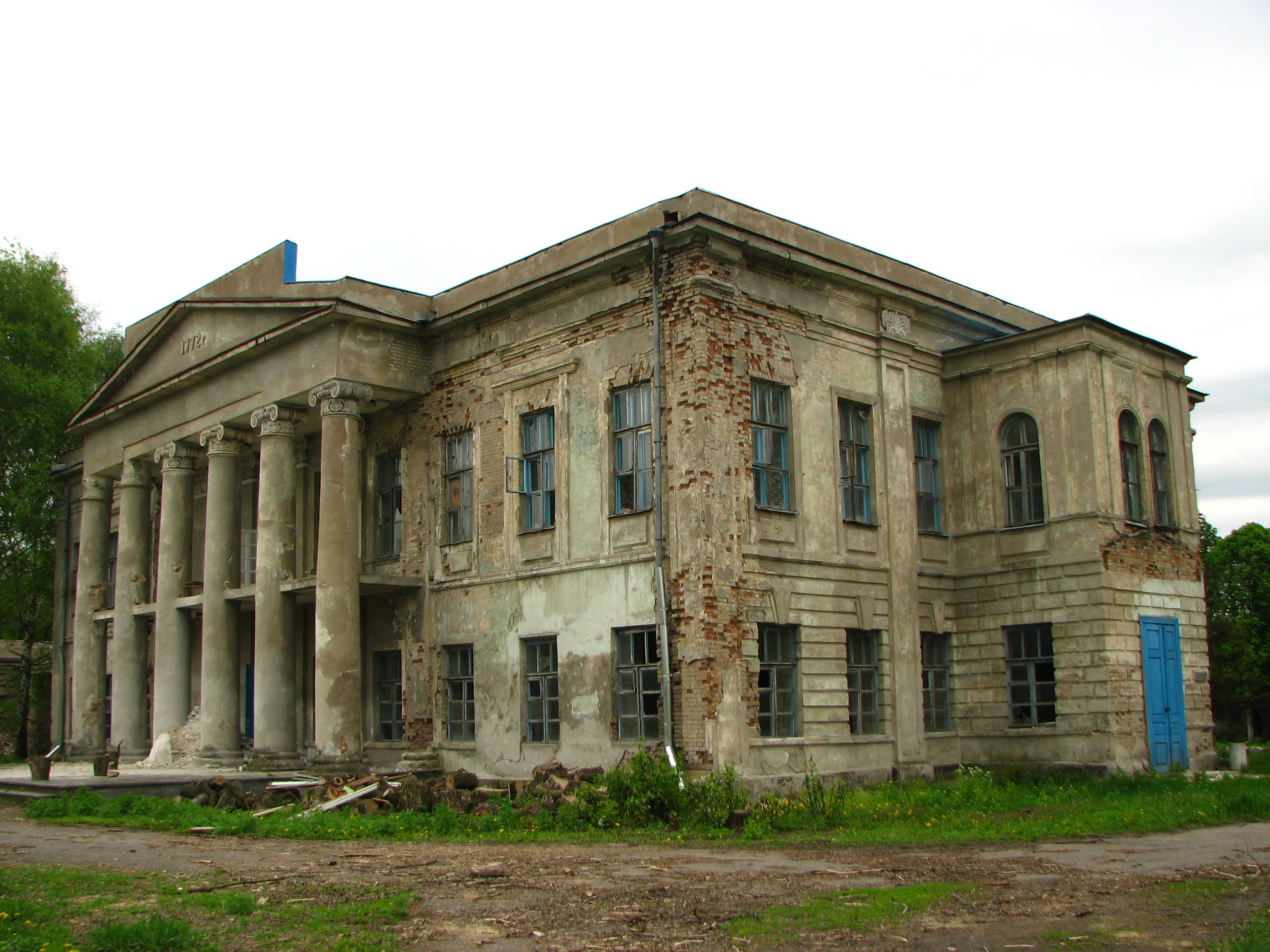
Palau abandonat del segle XVIII a Oleksàndrivsk